# Amelia Van der Stichele
Amelia Vander Stichele (Sint-Eloois-Winkel, 24 augustus 1816 – Mariakerke, 22 mei 1887) was een Belgische kloosteroverste, die vooral bekend staat onder de naam zuster Domenica. Ze zette zich in voor de zorg van mentaal zieken en de uitbreiding van kloostergemeenschappen in de 19e eeuw. Ze verwierf haar bekendheid als stichter van de Dominicanessen en overste van Engelendale te Brugge.

## Vroege leven en familie
Amelia Vander Stichele werd geboren op in Sint-Eloois-Winkel. Ze was de dochter van Joannes Martinus Vander Stichele en Catharina Rosa Decoene. Haar vader kreeg later nog twee zonen uit zijn tweede huwelijk met Victoria Buyse, die beiden een religieuze carrière volgden: pater redemptorist Leo Vander Stichele en priester Bruno Vander Stichele (Wevelgem, 20 februari 1836 - Newcastle, upon Tyne, 9 december 1885).

## Religieuze roeping en carrière
Na haar start als lekenverpleegster in Kortrijk, trad Amelia in 1841 toe tot de Zusters van de Heilige Familie, waar ze de naam zuster Anna aannam. Ze was er werkzaam in het Sint-Josephgesticht, een rusthuis voor mannen. Later werd ze uitgenodigd door bisschop François-René Boussen om samen met haar overste Theresia Degrijse het Brugse Sint-Dominicusgesticht te bezoeken in de Jakobinessenstraat, met als doel de lekenverpleegsters te vervangen door kloosterzusters. 
In eerste instantie was Amelia alleen verantwoordelijk voor de zorg van de mentaal gehandicapte zieken, maar al snel kreeg ze bijstand van zuster Victoria Theresia van Steenkiste. Samen besloten ze zich aan te sluiten bij de predikherinnen, wat uiteindelijk resulteerde in de stichting van een nieuwe kloostergemeenschap waar Amelia werd aangesteld als priorin. Op 17 maart 1847 legde ze haar professie af als zuster Maria Dominica en trad ze toe als volwaardig lid van de Derde Orde van Dominicus. Ze ondernam reizen naar Engeland en Frankrijk om zich verder te verdiepen in de regels van de orde van Sint-Dominicus. Tussen 1859 en 1862 gaf ze de functie van abdis drie jaar lang door aan Maria Colomba en werd ze onderoverste. In 1862 werd ze opnieuw benoemd tot abdis. Op 29 april 1867 werd een nieuw klooster gesticht in de Sint-Jorisstraat (nu Vlamingdam) in Brugge. Maria Colomba werd aangesteld als lokale overste van het huis Engelendale. Bisschop Johan Joseph Faict stelde in 1868 officieel het kloosterslot in.

## Latere leven en dood

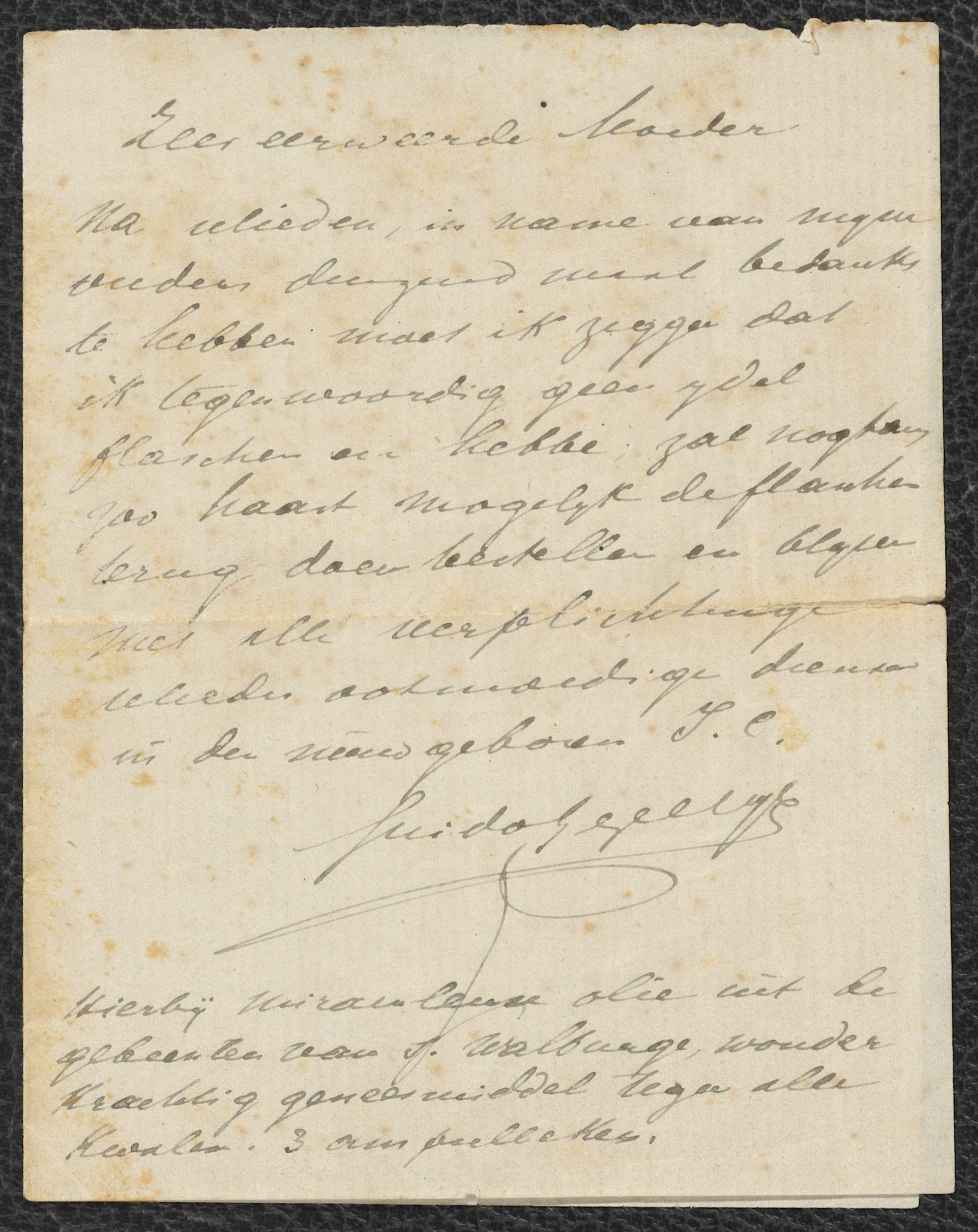
Brief van Amelia Vander Stichele aan Guido Gezelle over de heilige olie van Sint-Walburga, ca. 1866-1871 (KADOC)

Hoewel Amelia streefde naar autonomie ten opzichte van het bisschoppelijk gezag, werd de orde in 1854 onderworpen aan de autoriteit van bisschop Joannes Baptista Malou van Brugge. Niettemin bleef Amelia een fervent pleitbezorger van de Dominicaanse spiritualiteit en bevorderde ze processies, mariale aanbidding en vrome evenementen. Amelia zette zich ook in voor de groei van de congregatie en trok nieuwe zusters aan. Ze verwierf in oktober 1874 het Predikherinnenklooster Ter Banck in Heverlee. Hier richtte ze een rusthuis op voor bejaarde en ziekelijke dames. 
In 1880 werd Amelia getroffen door een beroerte, maar ze bleef desondanks actief. Op 22 mei 1887 overleed ze terwijl ze enkele zusters begeleidde naar het weeshuis van Sint-Vincentius Ferrerius in Mariakerke (Oostende).

## Culturele betekenis
Amelia Vander Stichele werd vereeuwigd in de gedichten van de Vlaamse dichter Guido Gezelle, waaronder Priorinne en Onderpriorinne uit 1871, ter gelegenheid van haar 25-jarig jubileum van intrede, evenals de gedichten Engelendale I en II. Ze correspondeerde met Guido Gezelle en kende ook zijn ouders. Als onderpastoor van Sint-Walburga schonk Gezelle haar drie flesjes Heilige olie van Sint-Walburga als middel tegen allerlei kwalen.